# Jožef Hašnik
Jožef Hašnik, slovenski katoliški duhovnik in pesnik, * 16. marec 1811, Trbonje, † 6. marec 1883, Šentjur.
Bogoslovje je študiral v Celovcu in bil tam 1835 
posvečen v duhovnika. Kot kaplan in duhovnik je služboval po različnih krajih Slovenije, med drugim tudi v Šmartnem pri Slovenj Gradcu, Rogatcu, Trbovljah in od 1868 v Šentjurju. Za pisanje v slovenščini ga je spodbujal Anton Martin Slomšek. Bil je spreten pesmar (verzifikator-rimač), svojim pesmim je kot dober pevec zlagal tudi napeve. Izhajale so v zborniku Drobtinice, samostojno pa so izšle leta 1854 v zbirki Dobrovoljke.